# Schneidwaren

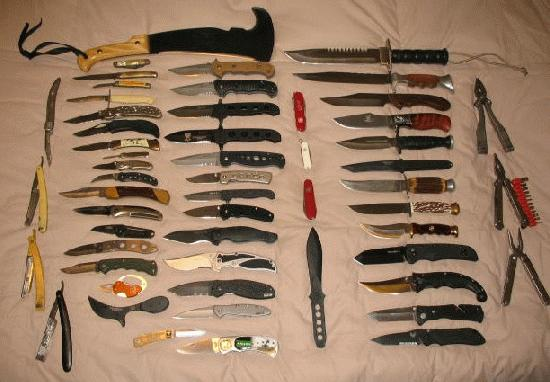
Schneidwaren (Auswahl)

Schneidwaren ist herkömmlich eine Bezeichnung für „schneidende Werkzeuge und Geräte aller Art“, die sich besonders für Scheren, Messer und Klingen und vergleichbare Erzeugnisse der Kleineisenindustrie eingebürgert hat.

## Rechtliche Definition
Zum Schutz des Markennamens „Solingen“ erließ die deutsche Reichsregierung 1938 ein Gesetz, für dessen Anwendung seither in mehreren Durchführungsverordnungen auch die Bedeutung der Bezeichnung Schneidwaren definiert wurde. Nach der letzten Verordnung vom 16. Dezember 1994 umfasst dieser Begriff insbesondere
1. Scheren, Messer und Klingen aller Art,
2. Bestecke aller Art und Teile von solchen,
3. Tafelhilfsgeräte, wie Tortenheber, Gebäckzangen, Zuckerzangen, Traubenscheren und Vorleger,
4. Rasiermesser, Rasierklingen und Rasierapparate,
5. Haarschneidemaschinen und Schermaschinen,
6. Hand- und Fußpflegegeräte, wie Nagelfeilen, Haut- und Nagelzangen, Nagelknipser und Pinzetten,
7. blanke Waffen aller Art.

## Tradition der Schneidwarenherstellung
Die Herstellung von Schneidwaren erfolgte über die Jahrhunderte in mittelständischen Betrieben, die in Deutschland insbesondere im Solinger Raum konzentriert waren; in England war vor allem Sheffield der Standort der Schneidwarenindustrie. Erzvorkommen, Wald und Wasser sowie die Nähe zur Handelsstadt Köln waren dafür verantwortlich, dass sich in Solingen im Laufe der Jahrhunderte eine in Deutschland einmalige Schneidwaren- und Besteckindustrie herausbildete.
Bereits im ausgehenden Mittelalter hatte sich hier eine Arbeitsteilung von Schmieden, Härten, Schleifen und Reiden (Montage) entwickelt. Im 14. Jahrhundert gab es schon die ersten drei streng voneinander getrennten Zünfte der Schleifer und Härter, Schwertfeger und Reider (Montierer) und der Schwertschmiede. Aus dem Schwertmacherhandwerk entwickelte sich allmählich ein breit gefächertes Schneidwarenhandwerk: 1571 wurde die Zunft der Messermacher erstmals erwähnt; 1794 schlossen sich die Scherenmacher zu einer eigenen Zunft zusammen, und nachweislich seit dem Ende des 17. Jahrhunderts ist auch die Besteckfertigung in Solingen vorhanden, zunächst nur bestehend aus Tafelmesser und Gabel.
Wurden in den 1960er-Jahren im Solinger Raum in rund 700 Betrieben von etwa 19.000 Beschäftigten Schneidwaren im Wert von fast 400 Millionen DM (200 Millionen €) produziert, so beläuft sich der Produktionsumsatz Solinger Branchenteils am Anfang des neuen Jahrtausends auf über 500 Millionen Euro, der von nur noch rund 5.500 Beschäftigten erwirtschaftet wird. In den 1960er-Jahren arbeitete man noch vielfach mit selbständigen Heimarbeitern, die die Messerrohlinge in der Schneidwarenfirma abholten und nach dem Schleifen im eigenen Kotten wieder ablieferten. Nur knapp 50 % der Produktion geschah damals in 39 Betrieben mit mehr als 100 Beschäftigten. Deutschland steht in der Schneidwarenproduktion an zweiter Stelle, hinter den USA und vor Japan. Etwa 60 % der deutschen Schneidwarenproduktion geht in den Export.
Als erste größere Schneidwarenfirma, die alle Herstellungsschritte unter einem Dach vereinigte, entstand in Solingen die Firma J. A. Henckels (genannt Zwillingswerk nach dem Markenzeichen des Zwillings), von der um 1850 wesentliche Impulse für die fabrikmäßige Konzentration der Fertigung ausgingen. Die Tradition dieser Firma geht zurück auf den Klingenschmied Peter Henckels, der am 13. Juni 1731 in Solingen das Zeichen der Zwillinge als Handwerkszeichen in die Messermacherrolle eintragen ließ, um es als Markenzeichen zu schützen.